# Albert Szent-Györgyi
Albert Szent-Györgyi de Nagyrápolt (Budapest, 16 settembre 1893 – Woods Hole, 22 ottobre 1986) è stato un biochimico ungherese naturalizzato statunitense, vincitore del Premio Nobel per la medicina e la fisiologia nel 1937. A lui viene attribuita la scoperta della vitamina C e delle componenti e reazioni del ciclo di Krebs. Fu impegnato nella guerra di resistenza ungherese durante la seconda guerra mondiale e dopo la fine di questa entrò in politica in Ungheria.

## Biografia
Albert Szent-Györgyi nacque a Budapest, nell'impero austro-ungarico. Suo padre, Miklós Szent-Györgyi, era un proprietario terriero calvinista, nato a Marosvásárhely, in Transilvania, la cui discendenza può essere ricostruita fino al 1608, anno in cui Sámuel, un predicatore calvinista, fu insignito di titolo nobiliare. Sua madre Jozefin al contrario era cattolica, ed era figlia di József Lenhossék ed Anna Bossányi. Suo fratello era Mihály Lenhossék, professore di anatomia all'Università Loránd Eötvös come il padre: nella famiglia materna di Szent-Györgyi si contavano tre generazioni di scienziati.
Anche la musica fu importante nella famiglia Lenhossék: Jozefina aveva studiato per divenire cantante d'opera, e addirittura fece un provino per Gustav Mahler (allora direttore dell'Opera di Budapest), il quale le suggerì di trovar marito piuttosto che tentare la carriera canora, a causa della sua voce non eccezionale. Albert stesso fu un buon pianista, mentre suo fratello Pál divenne un violinista professionale.
Szent-Györgyi iniziò i suoi studi all'odierna Università Semmelweis di Budapest nel 1911, ma presto si stufò di seguire le lezioni e iniziò a fare ricerca nel laboratorio dello zio. Dovette interrompere gli studi nel 1914 per servire nell'esercito come medico militare. Nel 1916, disgustato dalla guerra, Szent-Györgyi si sparò al braccio, affermò di essere stato ferito dal fuoco nemico e fu mandato a casa in congedo per malattia. Fu così in grado di portare a termine la sua preparazione medica e conseguire la laurea nel 1917. Nello stesso anno sposò la figlia del generale postale ungherese Kornélia Demény, la quale lo accompagnò nel suo successivo incarico in una clinica militare nel nord Italia.
Dopo la guerra, Szent-Györgyi iniziò la sua carriera da ricercatore presso Pozsony (ted. Pressburg), ovvero l'attuale capitale della Slovacchia, Bratislava. Cambiò diverse volte l'università in pochi anni e alla fine decise di fermarsi presso l'Università di Groninga, dove la sua ricerca era rivolta alla chimica della respirazione cellulare. Questo lavoro lo portò alla Fondazione Rockefeller presso l'Università di Cambridge. Qui ricevette il dottorato di ricerca nel 1927 su un lavoro per l'isolazione di acidi organici.
Accettò una posizione all'università di Seghedino nel 1930. Qui lo scienziato e un suo giovane assistente, Joseph L. Svirbely, un ungherese naturalizzato americano, trovarono che l'acido studiato durante il suo dottorato, altro non era che la soluzione allo scorbuto, ovvero la vitamina C. Dopo che Walter Norman Haworth ebbe determinato la struttura della vitamina C, e le sue proprietà anti-scorbutiche, gli fu dato il nome di acido L-ascorbico. In alcuni esperimenti usarono la paprica come sorgente di vitamina C. Anche durante questo periodo, Szent-Györgyi continuava il suo lavoro sulle cellule respiratorie, identificando l'acido fumarico e altri step oggi conosciuti come il ciclo di Krebs. A Seghedino conobbe Zoltán Bay, un fisico che diventò suo stretto amico e col quale avrebbe collaborato nel campo bio-fisico.
Nel 1937 ricevette il Nobel che gli valse grazie alle "Scoperte in relazione ai processi di combustione biologica con specifico riferimento alla vitamina C ed alla catalisi dell'acido fumarico". Egli offrì tutti i soldi derivanti dal premio alla Finlandia, dopo il 1940 (dato che volontari ungheresi andarono in aiuto ai finnici durante la Guerra d'inverno, ovvero l'invasione sovietica della Finlandia del 1940).
Nel 1938, iniziò a lavorare in biofisica sul movimento dei muscoli. Egli scoprì che i muscoli contengono della actina, e che quando questa si combina con la proteina della miosina e l'energia ATP, si ottiene una contrazione delle fibre muscolari.
Durante gli anni del fascismo in Ungheria, Szent-Györgyi aiutò alcuni suoi amici ebrei a scappare dal paese, e si unì al movimento della resistenza ungherese. Nonostante l'Ungheria fosse alleata con i paesi dell'Asse, il primo ministro ungherese Miklós Kállay spedì Szent-Györgyi al Cairo nel 1944 sotto una scusa scientifica, per iniziare una negoziazione segreta con gli Alleati. I tedeschi ben presto scoprirono il suo gioco e lo stesso Adolf Hitler ordinò il suo arresto. Ma lui scappò dagli arresti domiciliari e spese gli anni 1944-45 come fuggitivo dalla Gestapo.
Dopo la guerra, Szent-Györgyi divenne noto al pubblico e iniziò anche una fase speculativa che lo proponeva come primo ministro del suo paese. In seguito stabilì un laboratorio presso l'odierna Università Loránd Eötvös e divenne il preside del dipartimento di biochimica. Fu eletto come membro del parlamento e aiutò la rinascita dell'accademia della scienza. Insoddisfatto sia dal regime comunista che dal suo paese, dopo suo viaggio con licenza statale del 1947, decise di emigrare negli Stati Uniti d'America nel 1948, di cui divenne cittadino naturalizzato nel 1955, e dove morì.